# Tegula tridentata
Tegula tridentata es una especie de caracol marino, molusco de la clase Gastropoda comprendido en la familia Tegulidae.

## Descripción
Posee una concha de estructura fuerte y sólida de entre 19 mm a 22 mm de altura, mientras que su diámetro mide entre 15 mm y 18 mm. Tiene forma conoidal y su color puede ser negro o púrpura.
Presenta entre 5 y 6 espirales, lo cuales son ligeramente convexos. La base de la concha es plana y está profundamente erosionada en la parte delantera de la abertura, la cual es pequeña y oblicua. El labio exterior es grueso y está surcado por dentro. La columna es oblicua la base tiene forma de tridente. El músculo umbilical es circular.

## Distribución
Esta especie suele ser encontrada en el océano Pacífico en la zona entre el sur de Perú y  norte de Chile.

## Usos en la cultura popular
Este marisco es usado en Perú para innumerables platos culinarios, entre ellos el cebiche de conchas negras, así como la también denominada sopa toro que según la creencia peruana sirve para hacer pasar la embriaguez y las consecuencias de estas.

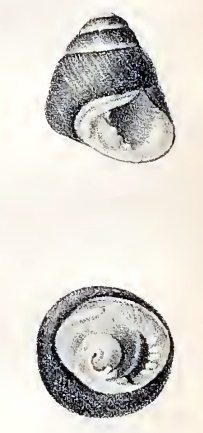
Dibujo con dos vistas de una concha de Tegula tridentata